# Tokhoi
Tokhoi (en rus: Тохой) és un poble de la República de Buriàtia, a Rússia, segons el cens del 2010 tenia 261 habitants.